# Юккен
Юккен (нем. Jucken) — община в Германии, в земле Рейнланд-Пфальц. 
Входит в состав района Айфель-Битбург-Прюм. Подчиняется управлению Арцфельд. Население составляет 172 человека (на 31 декабря 2010 года). Занимает площадь 6,18 км².